# Laibach
Laibach je slovenski glazbeni sastav i jedan od najuspješnijih sastava s prostora bivše SFR Jugoslavije.

## Povijest
Nastali su 1. lipnja 1980. godine u slovenskom industrijskom gradu Trbovlju.
Ime su uzeli po njemačkom nazivu za Ljubljanu. Ispočetka su djelovali s grupama "Irwin" i "Crveni pilot", no vrlo brzo pripremaju vlastiti projekt, "Rdeči revirji" (Red district), kako bi ismijali političku strukturu u Trbovlju. Zbog provokativne uporabe maljevičevskih crnih križeva kao simbola, nastup im je zabranjen još prije premijere.
Laibach je prvi koncert održao u siječanju 1982. u Ljubljani. Iste godine na smotri "Novi rock" u Ljubljani događa se incident, jer je njihovog frontmena, Tomaža Hostnika, netko pogodio bocom u lice. Tomaž je krajem iste godine počinio samoubojstvo. Još jedan provokativan nastup imali su u Zagrebu, kada su na platnu tijekom koncerta prikazali lik J. B. Tita i muški spolni organ. Policija je prekinula nastup, ali nitko nije završio u zatvoru. Jedan njihov TV intervju na emisiji TV Tednik (23. lipnja 1983.) je izazvao takve burne reakcije da im je zabranjeno javno pojavljivanje i uporaba imena "Laibach". Poznat je njihova provokativna scenografija (crne vreće iz kojih su virile ruke i noge lutaka) u kultnom disko klubu FV-u koja se poklopila sa zrakoplovnom nesrećom Adria Airwaysa na Korzici.
No, nisu se previše obazirali na to pa ubrzo kreću na veliku turneju s engleskim sastavom Last Few Days. Ta je turneja izazvala veliku pozornost europskih medija, koji nisu očekivali provokativne nastupe benda koji dolazi iz socijalističke zemlje. Nakon europskog uspjeha počinju upotrebljavati znakovlje Trećeg Reicha, što izaziva burne prosvjede u cijeloj zemlji. U početku su pjevali na njemačkom jeziku, ali su se kasnije opredijelili za engleski jezik. 1984. godine preselili su se u London, a glume čak i u filmu Stanleya Kubricka, Full Metal Jacket.
Svoj prvi album objavili su 1985. godine, ali zbog zabrane na ploči nije bio ispisan naziv grupe, već samo njihov simbol. Kasnije potpisuju ugovor s engleskom producentskom kućom, Mute Records, koja izdaje njihov album "Opus Dei". Zbog uporabe tog naziva tužila ih je istoimena katolička institucija, ali je Laibach dobio spor. 
Desetogodišnjicu postojanja obilježili su prvim koncertom u rodnom gradu 21. prosinca 1990. Tom su prilikom objavili osnivanje vlastite utopijske države koja ima svoju zastavu, novac i putovnicu. Svoja viđenja događanja na prostorima SFRJ početkom 90-ih, izdaju na albumu "NATO", na kojem se nalazila i tema "Marš na Drinu" kojom su provocirali zagrebačku i sarajevsku publiku.
Za 27 godina postojanja, Laibach je često mijenjao članove, ali nikada se nisu služili osobnim imenima, već su svaki od njih bili Laibach. Sami sebe ne smatraju kontroverznima iako su njihovu cijelu karijeru obilježili skandali i incidenti.
Na nekim pjesmama je surađivala slovenska pjevačica Anja Rupel iz sastava Videosex. S Laibachom je radio legendarni slovenski glazbenik Iztok Turk (Otroci socializma, poslije osnovao i vodio Videosex, surađivao s Kuzleom, Rotorom, 300 000 Verschieden Krawalle i Germaniom, pionir elektroniče glazbe u Sloveniji)
Usporedi Irwin, Noordnung (Gledališče Sester Scipion Nasice), Neue Slowenische Kunst.

## Članovi sastava
- Milan Fras
- Ivan Novak (Laibach)
- Dejan Knez
- Ervin Markošek
- Otto Rimele (Lačni Franz)

## Diskografija
- Laibach (ŠKUC/Ropot, 1985.)
- Rekapitulacija  (1985.)
- Neue Konservativ  (1985.)
- Nova akropola (Cherry Red, 1985.)
- The Occupied Europe Tour  (1986.)
- Baptism (1986.)
- Opus Dei (Mute Records, 1987.)
- Let It Be (Mute Records, 1988.)
- Sympathy for the Devil (Mute Records, 1988.)
- Macbeth (Mute Records, 1990.)
- Kapital (Mute Records, 1992.)
- Ljubljana-Zagreb-Beograd, (The Grey Area/Mute Records, 1993.)
- NATO (Mute Records, 1994.)
- Jesus Christ Superstars (The Grey Area/Mute Records, 1996.)
- WAT (Mute Records, 2003.)
- Anthems (Mute Records, 2004.)
- Volk (Mute Records, 2006.)
- LAIBACHKUNSTDERFUGE (Mute/Dallas Records, 2008.)
- Spectre (Mute Records, 2014.)
- Also Sprach Zarathustra (Mute Records, 2017.)
- Laibach Revisited (2020.)

## Vanjske poveznice
- [neaktivna poveznica]
- Neslužbena stranica